# Oude Rijn (Utrecht-Harmelen)
De Oude Rijn is een historisch kanaal in de provincie Utrecht, van de stad Utrecht tot Harmelen, nu grotendeels opgegaan in de Leidse Rijn. Vanaf Harmelen stromen de Oude Rijnloop en de Leidse Rijn verder als Oude Rijn.

## Geschiedenis

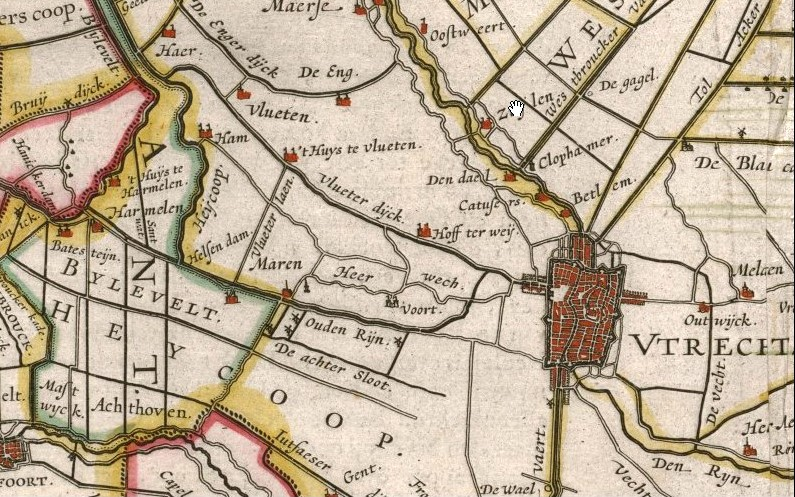
De Oude Rijn in de 17e eeuw, maar vóór 1662. 'Voort' = Huis te Voorn; 'Maren' = De Meern; 'Helsendam' = Heldam.

Sinds het begin van onze jaartelling werd de oude loop van de Rijn tussen Utrecht en Harmelen steeds slechter bevaarbaar. Het actiever worden van de Lek als afvoerrichting van het Rijnwater, de uiteindelijke afdamming van de Kromme Rijn in 1122, en het actiever worden van de Vecht als hoofdafvoer voor de Kromme Rijn leidden tot een langzame dichtslibbing van de Oude Rijn, temeer daar deze vanaf Utrecht door zeer vlak terrein stroomde en sterk meanderde.
Al in de vroege middeleeuwen (circa 700) wordt daarom de Vleutense Vaart van Utrecht (ter hoogte van het Leidseveer) naar de oude Rijnloop bij Vleuten (ter hoogte van Den Hoet) gegraven. De Vleutense Vaart wordt tot belangrijkste vaarroute Utrecht-Leiden.
Omdat het gedeelte Vleuten-Harmelen uiteindelijk ook te smal en kronkelig is, wordt in 1381 een nieuw kanaal gegraven. Dit kanaal loopt, ten dele gebruik makend van oude rivierlopen, van de Vleutense Vaart nabij het landgoed Jaffa (huidige Vleutenseweg) naar het zuiden langs de huidige Billitonkade tot aan het huidige park Oog in Al in Utrecht, dan de oude rivierloop volgend tot Huis te Voorn, vandaar via de verbrede en verdiepte wetering door de buurtschap Oudenrijn en De Meern naar de oude Rijnloop bij Harmelen (de huidige Bijleveld).
In 1662-1665 wordt een nieuwe Leidse Vaart gegraven van het Leidseveer tot Oog in Al. Uiteindelijk wordt de naam Leidse Rijn gebruikelijk voor het hele traject Utrecht-Harmelen. Het riviergedeelte vanaf Harmelen tot de Noordzee blijft Oude Rijn heten.
Ook het (niet meer als hoofdvaarweg functionerende) kanaal tussen de Vleutense Vaart en Oog in Al behoudt de naam Oude Rijn. In 1892 wordt dit in tweeën gedeeld door de aanleg van het Merwedekanaal. Via het Merwedekanaal blijft evenwel de verbinding met de Leidse Rijn in stand.
Het deel van de Vleutense Vaart binnen de stad Utrecht wordt in de periode 1928-1932 gedempt, waardoor het deel van de Oude Rijn langs de Billitonkade nu dood loopt tegen de Vleutenseweg.
De Oude Rijn tussen de Vleutenseweg en het Merwedekanaal scheidt de Utrechtse buurten Lombok en Laan van Nieuw-Guinea. De ijzeren ophaalbrug Oudenrijnbrug tussen de Kanaalstraat en de Laan van Nieuw Guinea verbindt deze buurten met elkaar.

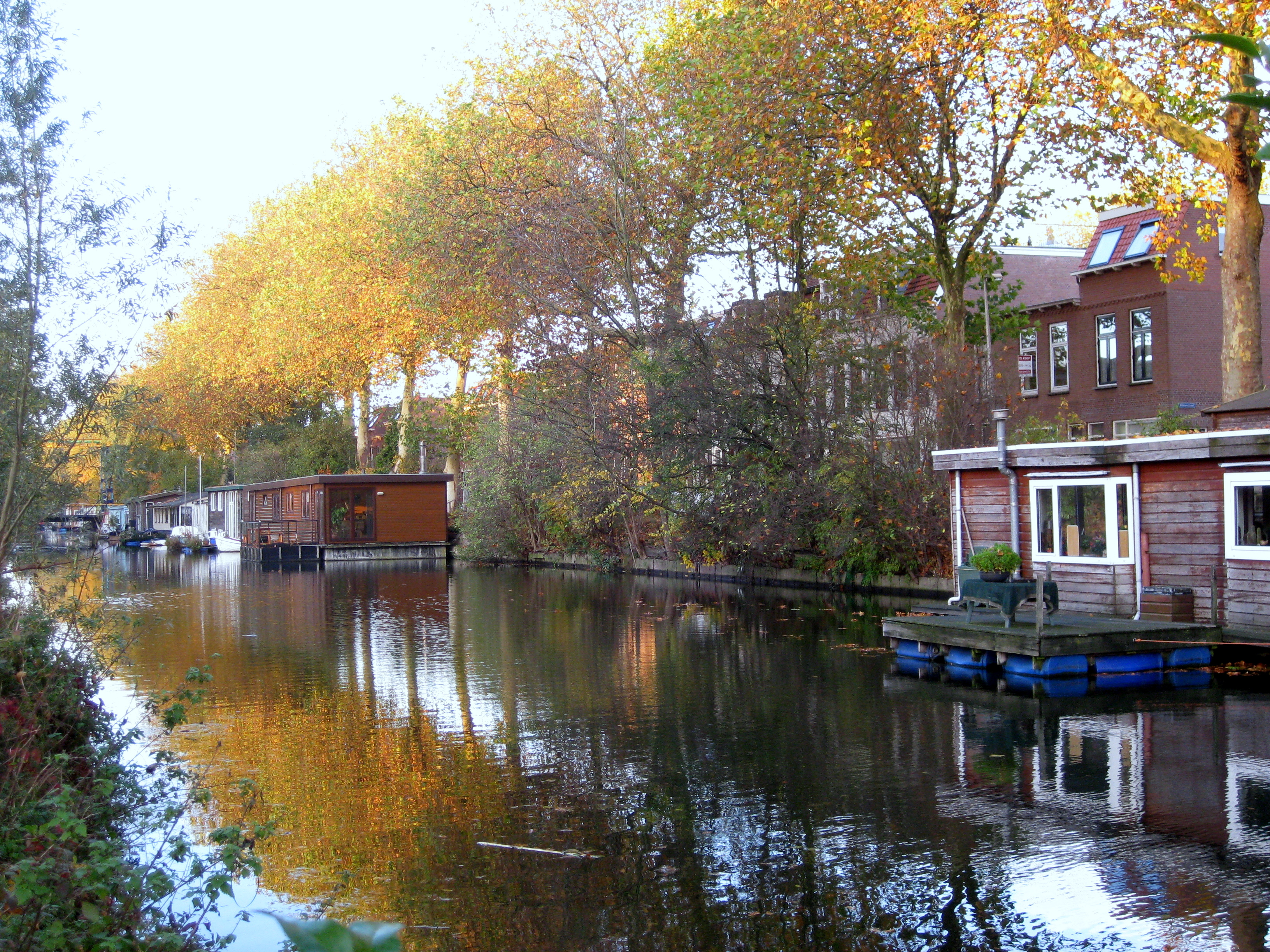
Oude Rijn bij de Billitonkade

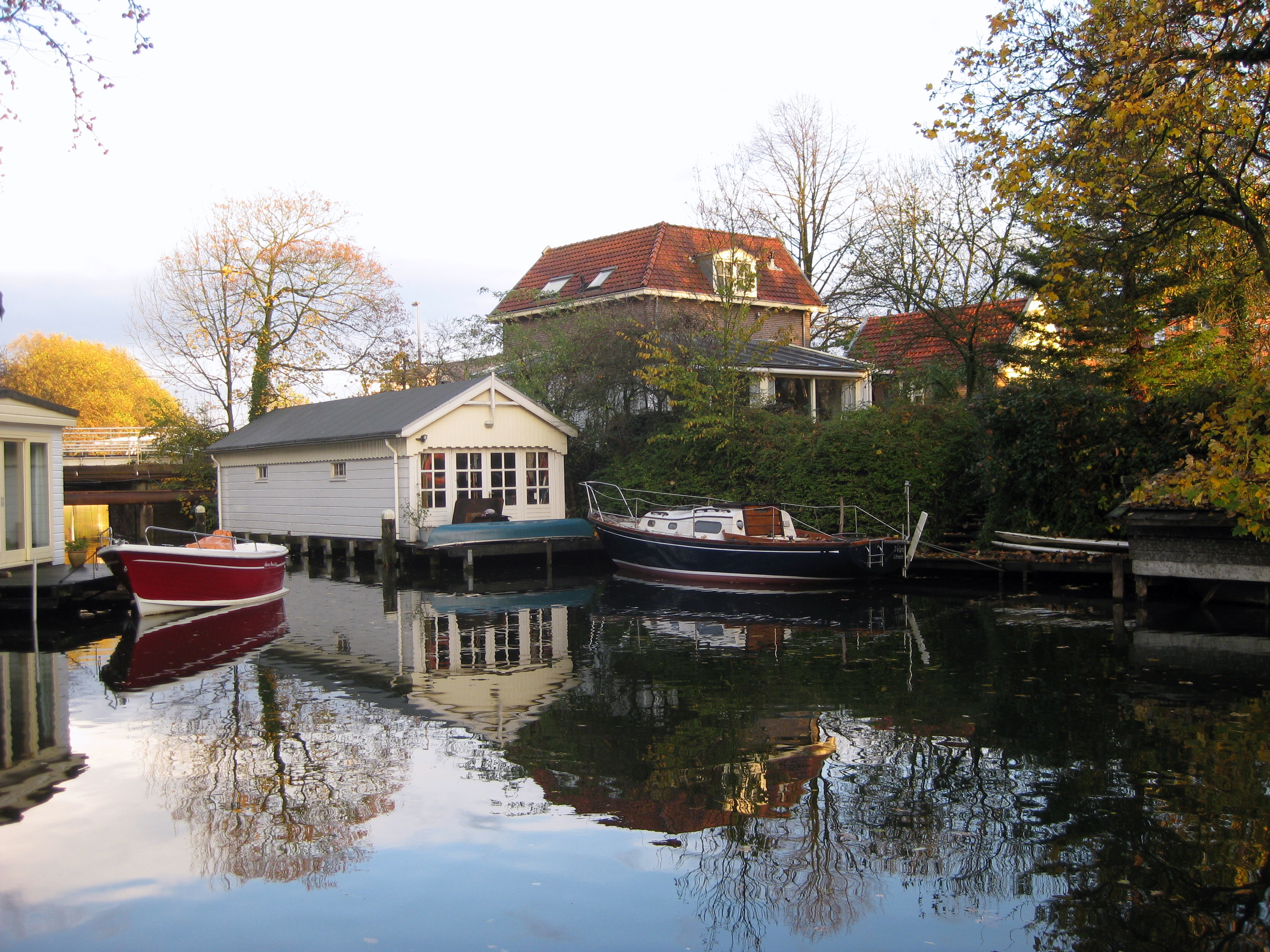
Oude Rijn bij Oog in Al

Centrum: Drift · Kromme Nieuwegracht · Nieuwegracht · Oudegracht · Plompetorengracht · Stadsbuitengracht

Overig: Achtkantemolenvliet · Alendorperwetering · Amsterdam-Rijnkanaal · Biltsche Grift · Blekersgracht · Bijleveld · Haarrijn · Heicop · Heren- of Moesgracht · Jutfase Wetering . Keulse Vaart · Koekoeksvaart · Kromme Rijn · Kruisvaart/Bloemgracht · Lange Vliet · Leidse Rijn · Liesveldse Wetering · Maria- of Kruisvaartdwarsgracht · Merwedekanaal · Middelwetering (Heicop) · Middelwetering (Vleuterweide) . Minstroom · Noorderstroom · Oosterstroom · Otterstroom · Oude Rijn · Oude Wetering . Reijerscopse Wetering . Rijn . Uraniumkanaal · Vaartsche Rijn · Vecht · Vikingrijn · Vleutense Wetering · Westerstroom · IJlandsche Wetering · IJsselwetering . Zwarte Water